# Who Killed Captain Alex?
Who Killed Captain Alex? (dt.: Wer tötete Hauptmann Alex?) ist ein ugandischer Actionfilm aus dem Jahre 2010. Der mit umgerechnet ca. 200 US-Dollar in den Slums von Kampala realisierte Low-Budget-Film wurde vom ugandischen Filmemacher Isaac Nabwana gedreht, der sowohl das Drehbuch schrieb, Regie führte, den Film produzierte und die Special Effects programmierte. Laut Eigenwerbung handelt es sich um „Ugandas ersten Actionfilm“.

## Handlung
Der Bruder eines ugandischen Mafiabosses Richard, der den gewalttätigen Drogenring Tiger Mafia anführt, wird von der Armee festgenommen. Richard macht eine seiner Ehefrauen, Ritah, für die Festnahme seines Bruders verantwortlich und schießt diese nieder.
Der verantwortliche Offizier, Captain Alex, wird durch eine von Richards Agentinnen verführt und in einen Hinterhalt gelockt. Als die Gangster unter Führung des russischen Söldners Puffs das Armeecamp angreifen, in dem Richards Bruder gefangengehalten wird, fällt ein Schuss und Alex wird getötet. Die Gangster bestreiten aber, ihn getötet zu haben.
Sein Bruder Bruce U, ein ugandischer Shaolin-Mönch und Meister des Kung Fu, schwört Rache und trifft im Dschungel auf Ritah, welche schwer verletzt überlebt hat. Sie führt ihn zu einem Warenhaus, welches anschließend von der Armee gestürmt wird.
Die Tiger Mafia schickt aus Vergeltung den Söldner Puffs, um einen Militärhelikopter zu stehlen und Kampala damit in Grund und Boden zu Bomben. Es kommt zum blutigen Showdown zwischen Bruce U, der Tiger Mafia und der ugandischen Armee.

## Hintergrund

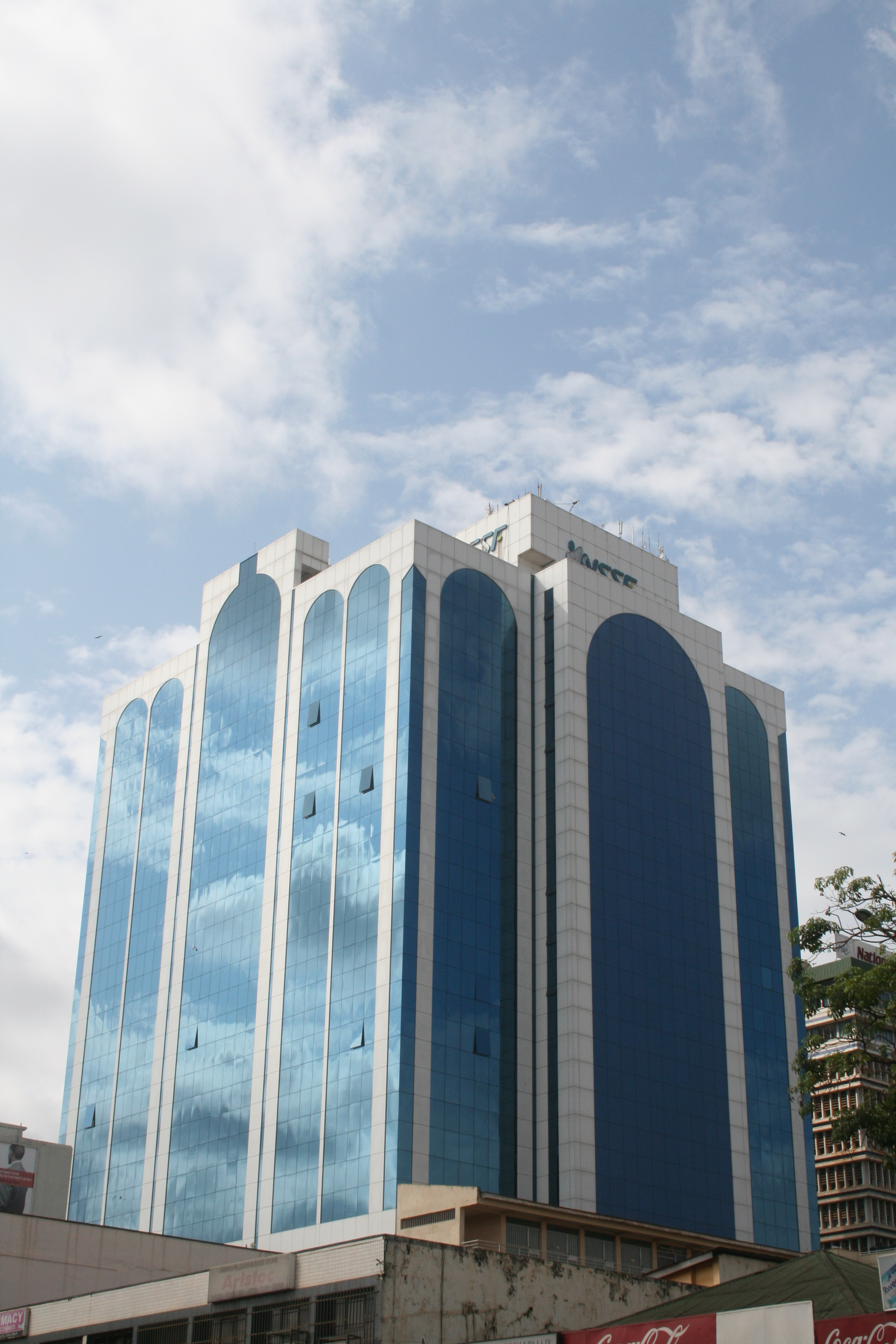
Das Workers House Building in Kampala, welches in der Hubschrauber-Szene beschossen wird

Der Film ist inspiriert durch den Alltag unter der Herrschaft des ugandischen Diktators Idi Amin. Doch obwohl (oder eher, weil) er über eine Vielzahl sehr blutiger Schießereien und Martial-Arts-Kämpfe verfügt, ist der Grundton des Films eher komödiantisch. Dafür sorgt der sogenannte „Video Joker“, der als Off-Sprecher die Actionszenen mit bewusst wenig Ernsthaftigkeit (s. das riffing bei Mystery Science Theater 3000) wie bei einem Videospiel kommentiert.
Im Jahr 2005 gründete der damals 32-jährige Isaac Godfrey Geoffrey Nabwana, ein großer Martial-Arts-Fan, die Ramon Film Productions: Namenspatinnen waren seine beiden Großmütter Rachel und Monica. In seiner Heimat Wakaliga, einem armen Stadtteil von Kampala, drehte er mit extrem geringen Ressourcen (d. h. Budgets im ein- oder zweistelligen US-Dollar-Bereich) Kurzfilme und Videoclips, in denen er seine Liebe für Action- und Kung-Fu-Szenen darstellen konnte. Nachdem er etwa 20 Kurzfilme gedreht hatte, verwendete er den Begriff Wakaliwood (ein Kofferwort aus Wakaliga und Hollywood), um seine Werke zu beschreiben. Als er durch virales Marketing auf YouTube positives Feedback auf seine Filme bekommen hatte, beschloss er, seinen ersten längeren Film zu drehen, Who Killed Captain Alex?. Dabei erhielt er Unterstützung vom US-Amerikaner Alan Hofmanis, der nach einer Lebenskrise nach Kampala emigrierte, um mit Nabwana zu arbeiten. Gemeinsam begannen sie 2009 mit den Dreharbeiten zu Who Killed Captain Alex?, wobei sie umgerechnet 200 US-Dollar Budget zur Verfügung hatten. Daher mussten diverse Herausforderungen kreativ gelöst werden:
- Um an Filmwaffen zu kommen, wurden Spielzeugwaffen umgebaut, Waffen- bzw. Munitionsattrappen aus Holz geschnitzt oder aus Sperrmüll zusammengebaut. Die im Film zu sehenden Bazookas bestehen im Wesentlichen aus Pfannen und Plastikrohren. Um z. B. eine Minigun-Attrappe mit rotierenden Läufen zu bauen, wurden u. a. ein ausrangierter Motor, der Griff eines Motorradlenkers, das Gehäuse eines Lautsprechers und zusammengeschweisste Wasserrohre verwendet.
- Alle Schauspieler waren Amateure und trugen ihre eigene Kleidung. Nabwana bedauerte, dass er aufgrund der patriarchalischen Rollenverteilung in der ugandischen Gesellschaft nur wenige weibliche Schauspieler einsetzen konnte.
- Der Green Screen bestand aus mehreren grünen Teppichen, die aneinander gelegt wurden. Als Kamerastativ diente ein Wagenheber.
- Für das Kunstblut wurde rote Lebensmittelfarbe in Wasser aufgelöst. Die mit diesem Kunstblut gefüllten Squibs bestanden aus Kondomen, die von ugandischen Krankenhäusern gratis ausgehändigt werden. Früher wurde Kuhblut verwendet, wodurch einige Schauspieler Magenprobleme bekamen und sich einer mit Tetanus ansteckte.
- Der PC, an dem der Film geschnitten und bearbeitet wurde, bestand aus ausrangierten, von innen verstaubten Second-Hand-Teilen, die nach wenigen Wochen an Überhitzung eingingen. Die Bedienung des PCs war Glückssache, da manchmal tagelang kein Strom zur Verfügung stand.
- Aufgrund der für ugandische Verhältnisse bahnbrechenden Special Effects wurde Nabwana öfters unterstellt, ein Witch Doctor zu sein.

Nabwana, der die Schreckensherrschaft von Idi Amin miterlebte, legt Wert darauf, dass seine Filme zwar viele Actionszenen enthielten, aber letztlich so harmlos seien, dass sogar „kleine Kinder“ sie sich ansehen könnten. Auf westliche Kritik, dass solche Filme in einem Krisengebiet geschmacklos seien, meint der US-Amerikaner Hofmanis, dass Afrika „mehr sei“ als nur über die Medien transportierte Katastrophen, und vergleicht den Film mit der Indiana-Jones-Reihe.

## Fortsetzung
2010 begannen die Dreharbeiten für eine Fortsetzung namens Tebaatusasula, die meisten Aufnahmen wurden jedoch durch einen Festplattencrash zerstört. 2015 startete Nabwana eine Fundraising-Kampagne, um 160 US-Dollar an Produktionskosten einzutreiben, um den Film erneut drehen zu können. Insgesamt kamen dabei mehr als 13.000 US-Dollar zusammen. Tebaatusasula:Ebola ist bislang (Stand Juli 2025) unveröffentlicht.

## Vertrieb
Nachdem der Film fertiggestellt war, brannte Nabwana den Film in Eigenregie auf Hunderte von CD-Rohlingen und schickte die eigenen Schauspieler aus, um die CDs per Direktvertrieb in den Straßen von Kampala zu verkaufen. Laut Nabwana wurden „mehr als 10.000 CDs... mit jeweils 15 US-Cents Gewinn“ verkauft, so dass die Kosten von 200 US-Dollar um ein Vielfaches eingespielt wurden. Beim Verkauf stand das Team unter hohem Zeitdruck, da aufgrund der grassierenden Produktpiraterie in Uganda es laut Nabwana „nur eine Woche“ dauern würde, bis so viele Raubkopien im Umlauf wären, dass keiner mehr die Original-CDs kaufen würde. Mittlerweile ist er auf der eigenen Website zum freien Download verfügbar. 2015 wurde der Director’s Cut veröffentlicht. Im selben Jahr lädt Nabwana den Film auf YouTube hoch. Das Video ging viral und häuft über 8,9 Millionen Aufrufe an (Stand 2023).

## Kritiken
„Man sieht das komplette Fehlen von Produktion, und bemerkt Blutspritzer und Special Effects wie aus Microsoft Paint... Die Filmemacher scheinen zu wissen, dass sie technisch kaum mithalten können. Während also die Schauspieler ihre Rollen ernst nehmen, kommentiert ein 'Video Joker' das Geschehen heiter aus dem Off. Der Plot ist papierdünn, aber ich war von den Actionszenen und dem Enthusiasmus des Films gebannt. Mit nur 200 US-Dollar Budget sieht alles lächerlich billig aus, was aber in Verbindung mit den dilettantischen, aber mit Herzblut spielenden Schauspielern bei jeder Schießerei für begeisterte Lachanfälle sorgt. Auch die Kung-Fu-Szenen sehen erstaunlich gut aus. Who Killed Captain Alex macht Spaß, und es ist inspirierend, dass eine Handvoll Amateure aus den Slums von Uganda mit extrem begrenzten Ressourcen einen so albernen, aber sehr unterhaltsamen Film machen können.“

CNN nannte Nabwana 2015 den „ugandischen Tarantino“.